# Zlatko Hebib
 (août 2025).
Zlatko Hebib est un footballeur suisse, né le 28 décembre 1990 à Dubrovnik évoluant au poste de défenseur au SV Babelsberg 03.